# 拉日什空軍基地
拉日什空军基地，又称第四航空基地（Base Aérea Nº4、BA4），民航称拉日什机场，位于葡萄牙共和国亚速尔自治区特塞拉岛，属葡萄牙空军管理，于1941年落成。拉日什空军基地与普拉亞達維多利亞军港有军用公路相连。该机场配有远程通信设施与航空燃油储备，也曾是航天飞机的紧急备用着陆场。2001年，越洋航空236號班機燃油耗尽后在此机场成功滑翔降落。

## 历史
1928年，葡萄牙陆军中校厄德瓦尔多·葛梅斯·达·席尔瓦在一份报告书中探讨了在特塞拉岛修建陆军航空队基地的可能性，是为拉日什航空基地之起源。但基地选址後來定于聖米格爾島的阿沙达（Ashada）。1934年，阿沙达机场施工时遭遇恶劣天气，葡萄牙转而在特塞拉岛的拉日什修建了临时的飞机跑道。
1941年，葡萄牙政府扩建了拉日什机场的跑道，并向此处派驻了军队，以拱卫亚速尔群岛之防御。二战中葡萄牙虽保持着名义上的中立，但葡国政府在1943年与英美两国政府签署协约，允许英美空军使用拉日什机场。协议生效后直到1944年6月，共计1900余架美国飞机在拉日什机场起降。拉日什机场投入使用之后，相比由巴西飞往西非，飞越大西洋的时间由70小时缩减为40小时。
二战后，葡萄牙空军利用该机场加强了海上搜救、气象观测和航空运输等工作。美军则利用拉日什机场作为飞往地中海和中东方向的重要中继站。1974年，第四次中东战争期间，美国经由此向以色列输送了大量的补给物资。1990年的海湾战争期间，该机场也为航空运输起到了重要的作用。

## 航线
| 航空公司      | 目的地                                                                                     |
| ------------- | ------------------------------------------------------------------------------------------ |
| 亚速尔航空    | 波士顿, 里斯本, 皮库机场, 波尔图 Seasonal： 奥克兰, 多伦多-皮尔逊 Seasonal Charter：马德里 |
| 瑞安航空      | 里斯本， 波尔图                                                                            |
| TAP葡萄牙航空 | 里斯本                                                                                     |
| TUI fly 荷兰  | Seasonal: 阿姆斯特丹                                                                       |

## 航空事故
- 1954年8月9日，一架由哥伦比亚航空运营的洛克希德星座L-749A-79型飞机在起飞三分钟后撞山失事，机上30人悉数遇难。[3]
- 1976年9月3日，委内瑞拉空军所属的一架C-130運輸機受飓风艾米影响，降落失败，撞上山丘。机上68人悉数遇难。机上乘客大多为委内瑞拉中央大学合唱团成员，原定从加拉加斯起飞访问巴塞罗那。[4][5]
- 2001年8月24日，原定由多伦多飞往里斯本的越洋航空236號班機由于在大西洋上空飞行时引擎失效，在滑翔120 km（75 mi）后成功降落拉日什机场。机上293名乘客和13名机组人员安然无恙。[6]